# Jana Chládková
Jana Chládková (* 5. února 1965 Litoměřice) je česká zpěvačka, moderátorka a dramaturgyně. Během studia na Pedagogické fakultě v Ústí nad Labem (1984–1990) zpívala s tanečním orchestrem Bonit 81. Po studiu začala spolupracovat se zpěvákem Daliborem Jandou a skupinou Prototyp. Následovala spolupráce s Karlem Černochem a skupinou PONTIAC. V současné době se dala na sólovou dráhu. Vedle pěvecké kariéry ji zlákala práce v rádiu. V letech 1997–2006 pracovala jako moderátorka zpravodajství v tehdejším rádiu Zlatá Praha, později Fajn rádiu. Plynule přešla do Českého rozhlasu Region, kde nejprve moderovala proudové vysílání, později pořad Noční linka a pořad Česko země neznámá (celoplošné vysílání regionálních stanic Českého rozhlasu). V současné době už deset let působí jako dramaturgyně ČRo Region, kde měla postupně na starosti pořady Tandem Jana Rosáka, Hobby magazín, Svět zvířat a Xaver a host.
Od roku 2018 uvádí na regionálních stanicích Českého rozhlasu příležitostně pořad:
Noční linka od 23 hodiny do 1 hodiny.
Od roku 2021 také uvádí příležitostně na stanici Český rozhlas Pohoda dopolední vysílání od 11 do 12 hodin.

## Nejznámější hity
- Jedno místo
- Ať rozhodne to vítr
- Život je jízda
- Neptej se
- S vůní heřmánkovou

## Diskografie
- 2000 – Country album – Popron Music
- 2010 – Život je jízda – Česká muzika